# Xã Prairie, Quận St. Francis, Arkansas
Xã Prairie (tiếng Anh: Prairie Township) là một xã thuộc quận St. Francis, tiểu bang Arkansas, Hoa Kỳ. Năm 2010, dân số của xã này là 1.197 người.